# Chwojewo (przystanek kolejowy)
Chwojewo (biał. Хвоева; ros. Хвоево) – przystanek kolejowy w miejscowości Chwojewo, w rejonie nieświeskim, w obwodzie mińskim, na Białorusi. Leży na linii Moskwa - Mińsk - Brześć.